# Bruno Capinan
Bruno Capinan (Salvador, 18 de outubro) é cancionista e liricista de nacionalidade brasileira-canadense e radicação em Toronto no Canadá. 

## Carreira
Natural de Salvador, Capinan iniciou sua carreira artística em 2004, mas lançou o primeiro trabalho de sua discografia somente em 2010, com o impactante Gozo. Em 2016, lançou Divina Graça terceiro e até então mais ovacionado trabalho. Produzido pelo carioca Domenico Lancellotti e gravado no Canadá com adesão do músico Bem Gil, Divina Graça projetou a carreira de Bruno Capinan no Brasil e no exterior, com destaque no jornal Francês Libération, no Britânico The Guardian e na publicação Americana Vice/Noisey. “Uma voz acrobática, sensual, tão angelical quanto profana” é a definição do The Guardian. Divina Graça foi lançado no Japão pela gravadora P-vine Records, em edição especial com faixa bônus e capa diferente da brasileira.  
Em 2017, iniciou parceria com compositor e multi-instrumentalista japonês Jun Miyake, com quem se apresentou durante inauguração da Japan House em São Paulo. Foi o único brasileiro a participar da apresentação, que aconteceu na Arena do Ibirapuera para um público recorde de vinte mil pessoas. No mesmo ano, compôs e gravou para o disco Lost Memory Theatre-act 3 de Jun Miyake, as canções Pontual e Alta Maré. Despontou também como compositor nos discos do cantor gaúcho Filipe Catto CATTO e da baiana Marcia Castro Treta.
Seu álbum Real foi eleito um dos 25 melhores álbuns brasileiros do segundo semestre de 2019 pela Associação Paulista de Críticos de Arte.
O sexto álbum de Capinan, chamado de Tara Rara, é um LP de bossa nova queer de perspectiva não binária.

## Discografia

### Álbuns
- 2010 - Gozo
- 2014 - Tudo Está Dito
- 2016 - Divina Graça
- 2019 - Real
- 2020 - Leão Alado Sem Juba
- 2022 - Tara Rara